# Vallefoglia
Vallefoglia ist eine Stadt mit 15.005 Einwohnern (Stand 31. Dezember 2023) in der Region Marken in Italien.
Die Gemeinde liegt in der Provinz Pesaro und Urbino und erstreckt sich über 39,3 Quadratkilometer.

## Geschichte
Die Gemeinde entstand am 1. Januar 2014 durch die Fusion der bis dahin selbständigen Gemeinden Colbordolo und Sant’Angelo in Lizzola.

## Nachweise

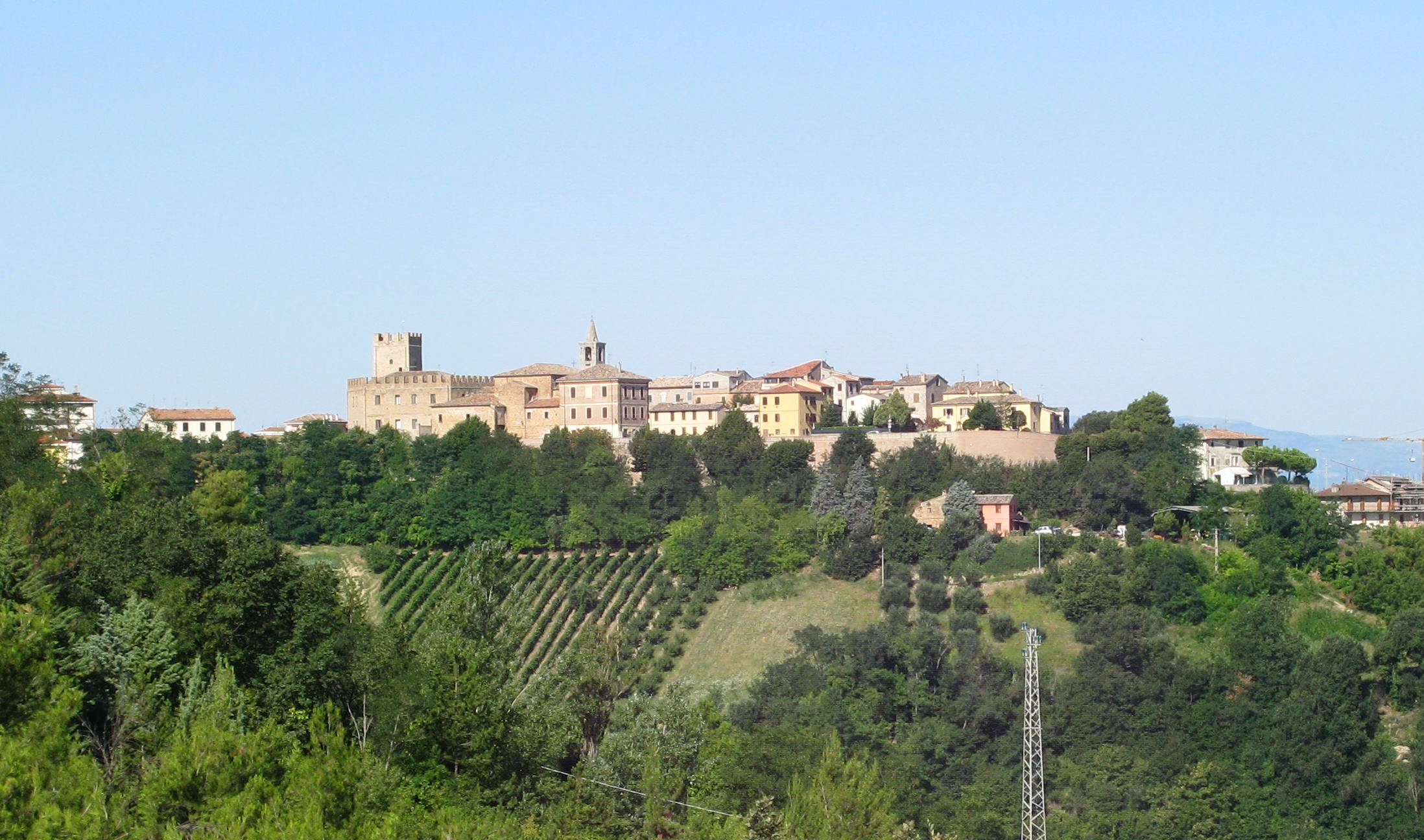
Sant’Angelo in Lizzola, Sitz der Gemeindeverwaltung

1. ↑  Bilancio demografico e popolazione residente per sesso al 31 dicembre 2023. ISTAT. (Bevölkerungsstatistiken des Istituto Nazionale di Statistica, Stand 31. Dezember 2023).